# Sony Music Associated Records
Sony Music Associated Records（日语：ソニー・ミュージックアソシエイテッドレコーズ）是日本索尼音樂娛樂的唱片公司。

## 簡介
1998年4月，成立「SMEJ Associated Records」。最初品牌名僅以「Sony Music Entertainment (Japan) Inc.」表示，1999年左右針對品牌名進行明確標示。
2001年10月，日本索尼音樂娛樂進行業務調整。旗下的部門（Sony Music Associated Records、日本索尼音樂國際、Sony Music Records、Ki/oon Music、日本史詩唱片）獨立成為旗下子公司。